# ポケットサッカーリーグ カルチョビットA
『サッカークラブ育成シミュレーション カルチョビットA（カルチョビットアー）』とは、2017年1月12日より、Google Play、App Storeで配信が開始されたAndroid/iOS用サッカークラブ育成シミュレーションゲームである。前作まで開発を行ってきたパリティビットは著作権管理のみを行い、本作の開発および配信はゲームアディクトが行った。
基本的にプレイは無料である。「Nリーグライセンス」を購入することで、全てのリーグへの参加が可能になる。課金をしていない場合でも、フレッシュリーグとステップリーグ、ジャパンカップのみ遊ぶことが出来る。

## 概要
2006年に発売されたゲームボーイアドバンス用ソフト『カルチョビット』および2012年に発売されたニンテンドー3DS用ソフト『ポケットサッカーリーグ カルチョビット』の続編。概ね前作と同じようなシステムである。

## 前作からの変更点
本作は前作よりもAI機能が上昇し、より現実に近いプレイをすることが可能。また、予算規模を表すクラブとして新たに「メガクラブ」が登場。そして、ホームタウンの市町村を廃止し、自由に名前を付けることが可能となった。また、全てのチームの本拠地の名前も登場した。
前作と違い任天堂が関わっていないため、「京都ブロス」が「浅草サンダーボルト」に変更となった。
本作では、オンラインモードはなく完全オフライン専用のゲームとなっている。そのため、スタジアムグルメやすれちがい通信による対戦なども廃止された。

## チーム紹介 (1年目)

### フレッシュリーグ
- 白浜イレブン (無名クラブ)
- 新町ルドルフ (無名クラブ)
- マルカトーレ青葉 (無名クラブ)
- 赤石ミラクル (無名クラブ)
- 緑丘SC (無名クラブ)
- 自分で作成したクラブ　(無名クラブ)

### ステップリーグ
- ダイハード富士見 (郷土クラブ)
- 東島ビクトリー (郷土クラブ)
- 北野ブリザード (無名クラブ)
- 城南タキオン (郷土クラブ)
- ミサトFC (無名クラブ)
- クラシコ西条 (無名クラブ)

### Nリーグディビジョン2
- 高知シマントス (中堅クラブ)
- 飯田ビスタ (新興クラブ)[注釈 1]
- チェスト鹿児島 (中堅クラブ)
- キャッツ会津 (新興クラブ)
- 岡山ピータローズ (新興クラブ)
- トップロード成田 (中堅クラブ)
- 十勝バロン (新興クラブ)
- 下関フォーチュン (新興クラブ)

### Nリーグディビジョン1
- 浅草サンダーボルト (有名クラブ)
- キャピタル東京 (名門クラブ)[注釈 2]
- アスカディア奈良 (有名クラブ)[注釈 3]
- メンソーレ那覇 (一流クラブ)
- つくば・ダ・ガマ (強豪クラブ)[注釈 4]
- リマッセ大阪 (名門クラブ)[注釈 3]
- 佐世保ドッグス (有名クラブ)
- 武蔵野ホーネッツ (中堅クラブ)
- フォルティール浜松 (強豪クラブ)
- 富山ミラージオ (中堅クラブ)
- エルドラド奥州 (一流クラブ)[注釈 3]
- 函館ペンタゴン (強豪クラブ)[注釈 4]

### アジアチャレンジトロフィー
チームA
- バクラワ (名門クラブ)
- カオマンガイ (強豪クラブ)
- 上海倶楽部 (一流クラブ)

チームB
- スジョンガ (一流クラブ)
- バラマンディ (一流クラブ)
- ミルザガセミ (一流クラブ)

### ワールドカルチョクラシック
- Rトルティージャ (名門クラブ)
- シュラスコ (名門クラブ)
- モッセレン (名門クラブ)
- ACパンチェッタ (名門クラブ)
- FCバルサミコ (名門クラブ)
- アイスバイン (名門クラブ)
- タラモサラタ (一流クラブ)